# 圣欧班 (弗里堡州)

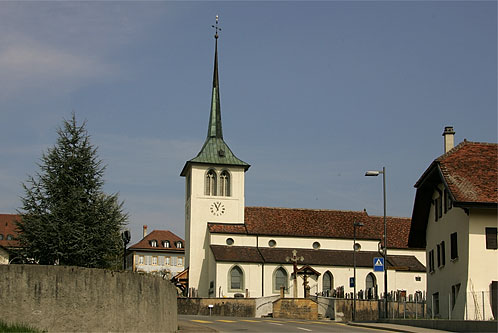

圣欧班（法语：Saint-Aubin）是瑞士的城鎮，位於該國西部，由弗里堡州負責管轄，面積7.88平方公里，海拔高度471米，2011年人口1,445，六成半人口信奉羅馬天主教，人口密度每平方公里183人。

## 外部連結
- Official website （页面存档备份，存于） （法文）